# Клан Дьюар

Гребінь клану Дьюар.

Клан Дьюар (шотл. - Clan Dewar, гельск. - Clan Deoireach, Clan Deoradh) - клан Д’юар, клан Дейрех, клан Дерай, клан Дерад - один з кланів рівнинної частини Шотландії - Лоуленду. Деякі гілки клану жили і володіли землями в гірській частині Шотландії - в Гайленді. Крім клану Дьюар назву Дьюар носять не споріднені з ним септи інших шотландських кланів, а саме септи кланів Мініс, Б’юкенан, Артур (МакАртур), МакНаб. 
Гасло клану: Quid non pro Patria? - Чому не за Вітчизну? (лат.)
Вождь клану: Майкл Кеннет О’Маллі Дьюар (шотл. - Michael Kenneth O’Malley Dewar)

## Історія клану Дьюар

### Походження клану Дьюар
Як і в багатьох інших шотландських кланах, в клані Дьюар існує легенда про походження клану, яка підкреслює силу клану. Згідно легенди, величезний і жорстокий вовк тероризував околиці селища Геріот (гельск. - Heriot). Місце жителі запропонували високу нагороду тому, хто знищить цього звіра. Знайшовся юнак, якого звали Дьюар чи то Дейрех, чи Дерай, чи Дерад, що зміг зробити це. Він і став засновником клану. Але не зрозуміло з легенди: чи це людина була назва по назві земель, чи землі були названі по імені людини. Гельскою мовою Дейрех - Deoireach означає «прочанин».
Перша згадка в історичних документах про клан Дьюар є в «Рагман Роллс» - списку вождів шотландських кланів, що присягнули на вірність англійському королю Едварду І Довгоногому у 1296 році. У цьому документі згадуються Томас та П’єр Дьюар. 
Клан Дьюар згадується в грамоті лорда Бортвіка щодо власності земель клану Дьюар. Документ датується 1474 роком і там згадується вождь клану Вільям Дьюар. Вожді клану Дьюар фігурують у різних історичних документах XV - XVII століть. Переважно це грамоти земельної власності. Зокрема, повідомляється, що Вільям Дьюар продав землі Дьюар і переїхав жити у сусідні землі Каррінгтон.  

### XIV століття - війна за незалежність Шотландії
Клан виправдав свою назву гельскою мовою - «Прочанин». Серед людей клану Дьюар було чимало релігійних діячів. Найвідоміший з них - Дейрех Койгерах, що був священиком в Гайленді і був хранителем реліквій святого Філлана. Клан Дейрех підтримав повстання Роберта Брюса за незалежність Шотландії і брав участь у битві при Баннокберн у 1314 році. Безцінні реліквії ранньої кельтської церкви, які зберіг клан Дейрех зараз зберігаються в Національному музеї Шотландії в Единбурзі. 

### XV - XVIII століття
Виникли різні гілки і септи клану Дьюар, зокрема Дьюар Камбускеннет, що відома з  XVII століття, відомо, що люди клану Дьар жили також в Стерлінгу як мінімум з 1483 року. У судових документах згадується Джон Дьюар - син Патріка Дьюара Камбускеннета, що був оштрафований на £ 50 участь у заколоті і кровопролитті у 1710 році. Судячи по всьому, мова йде про участь у повстанні якобітів. 
Основна лінія вождів клану Дьюар - це успішні купці, що у 1719 році придбали баронство та маєток Вогрі біля Горебріджа. 

### XIX - XX століття
Земля Вогрі, якою володів клан Дьюар перетворилася в промисловий центр. Там була збудована прибуткова копальня у XIX столітті. Там же був збудований перший в Шотландії завод по виготовленню пороху. V лерд Вогрі та Дьюар жив в Індії, де він був суддею Верховного Суду Індії. Він помер у 1869 році, його спадкоємцем був його брат - Олександр Дьюар - VI лерд Воргі. Він служив в кавалерії в Бенгалії. Він розбудував маєток і будинок Вогрі. Кеннет Дьюар служив при дворі короля Великої Британії Георга V. Клан Дьюар мав значний бізнес, зокрема виготовляв віскі. Цю компанію створив Джон Дьюар - барон Фортевіот Дапплін у 1917 році. Резиденцією вождів клану Дьюар був замок Дапплін, що був збудований у 1828 - 1832 роках і є одним з найвеличніших будинків в Шотландії тої епохи. 

## Септи клану Дьюар
- Dewar
- Deware
- Dewe
- Dew
- Dure
- Due
- Dewyer
- Dewer
- McIndeor
- McJarrow

## Гілки клану Дьюар
- Дьюар і Вогрі (шотл. - Dewars of that Ilk And Vogri) (гілка вождя клану)
- Дьюар Койгерахс (шотл. - Dewar Coigerachs) (жили в Гайленді)
- Дьюар Камбускеннех (шотл. - Dewar Cambuskenneth)
- Дьюар Дапплін (шотл. - Dewar Dupplin)

## Питання щодо вождя клану
Батько нинішнього вождя клану Дьюар - Кеннет Малкольм Йозеф Дьюар Вогрі (шотл. - Kenneth Malcolm Joseph Dewar Vogrie) був визнаний лордом Лева в 1990 році вождем клану. Нинішній вождь клану -  Майкл Кеннет О'Меллі Дьюар Вогрі. 